# Couleuvre des Plaines
Thamnophis radix
Espèce
Synonymes
- Eutainia radix Baird & Girard, 1853
- Thamnophis radix haydeni Kennicott, 1860

Statut de conservation UICN

 LC  : Préoccupation mineure
La Couleuvre des Plaines, Thamnophis radix, est une espèce de serpents de la famille des Natricidae.

## Répartition
Cette espèce se rencontre :
- aux États-Unis dans l'Illinois, dans l'Indiana, dans l'Oklahoma, dans le Wisconsin, dans le Kansas, dans le Missouri, dans le nord du Texas, dans le Montana, dans le Dakota du Nord, dans le Dakota du Nord, dans le Nebraska, dans l'est du Wyoming, dans l'Est du Colorado, dans le nord-est du Nouveau-Mexique, dans le Minnesota, dans l'Iowa et dans l'Arkansas ;
- dans le sud du Canada dans les provinces du Manitoba, de l'Alberta et de la Saskatchewan.

## Description

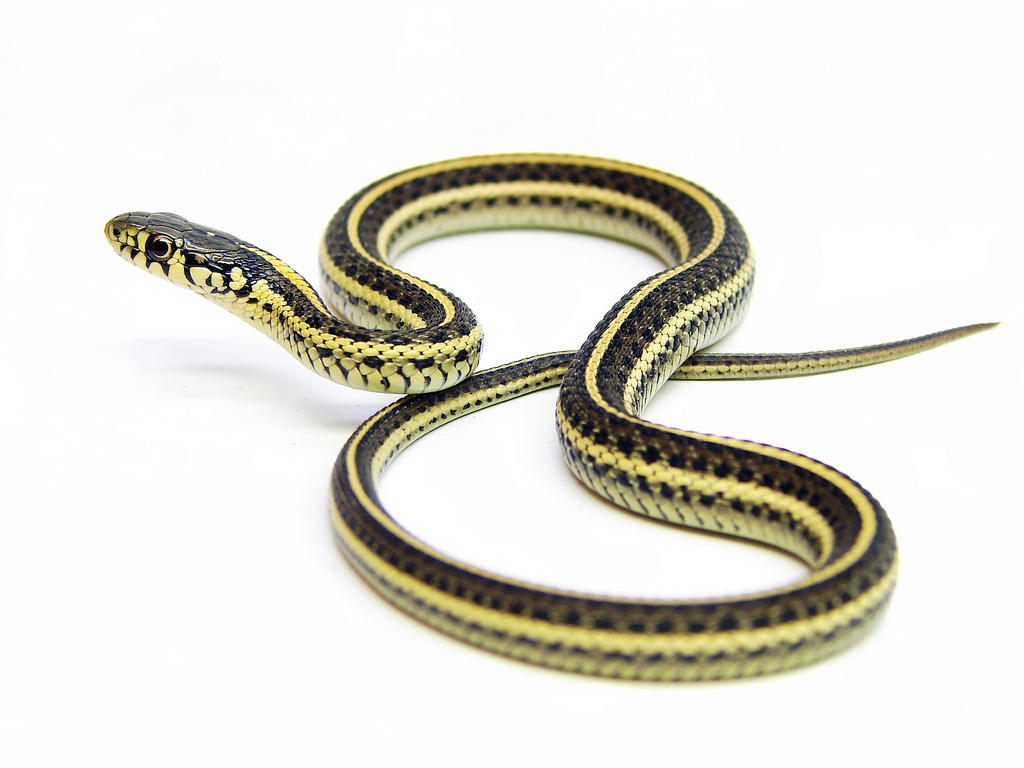

Cette couleuvre peut atteindre 1 mètre. Elle est en général brun ou noir (parfois olive), avec trois fines bandes crèmes ou jaunes qui partent des côtés de la tête jusqu'à la queue, une le long de la colonne, les deux autres latérales.
Elle vit principalement dans les prairies et terres cultivées, souvent à proximité de zones humides. Elle chasse divers petits animaux comme des vers de terre, limaces, amphibiens. Elle apprécie l'eau et peut également chasser des poissons et amphibiens dans leur habitat.
Cette espèce est ovovivipare. La reproduction a lieu au printemps, et les femelles donnent naissance à 5 à 30 petits à la fin de l'été. Ces derniers mesurent de 15 à 25 cm.

## Taxinomie
La sous-espèce Thamnophis radix haydeni a été synonymisée par Walley, Wusterbarth & Stanford en 2003.

## Publications originales
- Baird & Girard, 1853 : Catalogue of North American Reptiles in the Museum of the Smithsonian Institution. Part 1.-Serpents. Smithsonian Institution, Washington, p. 1-172 (texte intégral).
- Kennicott, 1860 in Cooper, 1860 : Report upon the reptiles collected on the survey, Explorations and Surveys for a Railroad from the Mississippi River to the Pacific Ocean. vol. 12, Reptile and Amphibian Sections, book II, Part 3, no 4, Washington, D.C., p. 292-306 (texte intégral).